# Temporennen
Ein Temporennen ist eine Disziplin des Bahnradsports. Es spielt vor allem als Teil des Omniums eine Rolle.

## Regeln
Die Regeln des Temporennens werden durch Abschnitt 3.2 § 18 des UCI-Regelwerks festgelegt. Es handelt sich um ein Rennen mit Massenstart über eine Distanz von 10 Kilometern (Elite) bzw. 7,5 Kilometern (Junioren). Nach den ersten vier gefahrenen Runden erhält in jeder folgenden Runde der Führende beim Erreichen der Sprinterlinie einen Punkt. In allen anderen Aspekten findet das Reglement des Punktefahrens Anwendung, insbesondere erhält ein Fahrer 20 Punkte, wenn er den Rest des Felds überrundet. Sieger oder Siegerin ist, wer am Ende die meisten Punkte errungen hat. Fahrer mit derselben Punktzahl werden in der Reihenfolge ihres Zieleinlaufs gewertet.

## Entwicklung
Temporennen wurden ursprünglich im Rahmen von Sechstagerennen ausgetragen, mit dem Reglement des jeweiligen Veranstalters. 2016 wurde das Temporennen Teildisziplin des Omniums und als solche erstmals durch die Union Cycliste Internationale formell kodifiziert. Nach dem ursprünglichen Reglement gab es für einen Rundengewinn nur vier Punkte, was 2017 auf 20 Punkte erhöht wurde.
Die Distanz betrug im Rahmen des Omniums zunächst 10 Kilometer für Männer, 7,5 Kilometer für Frauen und Junioren sowie 5 Kilometer für Juniorinnen. Seit 2025 sind es einheitlich 10 Kilometer (Männer und Frauen) bzw. 7,5 Kilometer (Junioren und Juniorinnen). Als Einzeldisziplin war die Distanz zunächst identisch zum Punktefahren (also bis zu 30 Kilometern bei Männern), seit Oktober 2019 sind es jeweils dieselben Distanzen wie im Omnium.
Bei großen internationalen Wettkämpfen wir das Temporennen nicht als eigenständiger Wettkampf, sondern nur im Rahmen des Omniums gefahren. Einige Länder richten jedoch nationale Meisterschaften im Temporennen aus, so etwa in Österreich.